# 宝清站
宝清站，位于中华人民共和国黑龙江省双鸭山市宝清县宝清镇，是友宝铁路上的火车站，建于1992年，由哈尔滨铁路局管辖。

## 車站周邊
- 宝清县气象局
- 宝清县高级中学
- 宝清县人民医院

## 歷史
- 建于1992年。

## 外部連結
- 中国铁路客户服务中心（页面存档备份，存于）